# Jean-Nicolas Corvisart
Pour les autres membres de la famille, voir Famille Corvisart.
Jean-Nicolas Corvisart-Desmarets, né à Dricourt (Ardennes, Champagne) le 15 février 1755 et mort à Paris (Seine) le 18 septembre 1821, est un médecin clinicien français. Il est surtout connu pour avoir été le médecin personnel de l'empereur des français Napoléon Ier.

## Biographie
Fils d'un procureur au parlement de Paris, il naît pendant l'exil du parlement et fait ses humanités au collège Sainte-Barbe. Malgré les désirs de son père, qui le destinait au barreau, et après une rencontre décisive avec Antoine Petit, « le seul médecin de Paris qui sache opérer et accoucher », le jeune Jean-Nicolas entame des études médicales auprès des professeurs de l'Hôtel-Dieu, où il devient aide-soignant lorsque son père lui coupe les vivres.
Il étudie ainsi auprès de Pierre-Joseph Desault, Félix Vicq d'Azyr, Antoine Petit, Louis Desbois de Rochefort, Philippe Pelletan. Le 14 novembre 1782, il reçoit le titre de docteur-régent de la faculté, mais comme il se refuse à porter la perruque, on lui interdit d'entrer comme médecin à l'hôpital des Paroisses et il doit accepter un poste dans un hôpital pour pauvres du quartier Saint-Sulpice.
À l'hôpital de la Charité, il est suppléant de Desbois de Rochefort, qu'il remplace en 1788. Il y introduit des réformes profondes qu'il dirige d'une main de fer. Il y est bientôt nommé professeur de pathologie, puis de physiologie. René Laennec, Jean-Étienne Esquirol et le docteur Jean Hameau font partie de ses nombreux élèves.
L'enseignement de la médecine est supprimé par la Révolution en 1792 et les charlatans pullulent, mais dès la fin de 1794 on recommence à réglementer les études. Corvisart continue les leçons de Desbois d'une manière si brillante que, lors de la création de l'École de médecine, instituée par décret du 14 frimaire an III, il y obtient la chaire de clinique interne. L'école de Paris devient bientôt l'une des plus réputées d'Europe. Deux ans plus tard, il est professeur de médecine pratique au Collège de France, où il est titulaire de la chaire de médecine en 1797.
À l'hôpital de la Charité, il réorganise son service en donnant la priorité à la percussion du malade au lit et à l'anatomie pathologique. Il y fait également construire un amphithéâtre d'anatomie.
Il s'intéresse surtout à la cardiologie, rendant le diagnostic plus précis, par exemple grâce à la percussion de la paroi thoracique. Il insiste dans son enseignement sur la nécessité de pratiquer dès le début un examen attentif et systématique.
Dans les premières années du XIXe siècle, il gagne la confiance de Napoléon Bonaparte et de Joséphine de Beauharnais, dont il devient en 1804 le médecin personnel. En l'an X, le premier Consul l'attache à son service personnel. Napoléon est fasciné par son calme et la sûreté de son diagnostic et il aurait dit : « Je ne crois pas à la médecine, mais je crois en Corvisart. » Il le nomme chevalier deux ans seulement après la création de la Légion d'honneur, en 1804. Corvisart accompagne Napoléon en Italie en 1805 et en Autriche en 1809. Il soigne aussi Joséphine qui exige de plus en plus de pilules, et à qui il prescrit des placebos.
Sa réponse à Napoléon est restée célèbre. L’empereur, qui pensait à se séparer de Joséphine, lui avait demandé : « Un homme de soixante ans qui épouse une jeune femme a-t-il encore des enfants ? – Quelquefois. – Et à soixante et dix ? – Toujours, Sire. »
Le 19 mars 1811 il est appelé à la demande de l'Empereur lors de l'accouchement de l'impératrice Marie-Louise afin d'assister le médecin accoucheur Dubois.
Membre et officier de la Légion d'honneur les 26 frimaire et 25 prairial an XII, il devient baron de l'Empire à l'institution de la nouvelle noblesse en 1808. Déjà commandeur de l'Ordre de l'Union, il fait partie de la première nomination des commandeurs de l'ordre de la Réunion, le 29 février 1812.
Élu membre de l'Académie des sciences en 1811 et de l'Académie de médecine en 1820, il appartient à presque toutes les sociétés savantes de l'Europe.
L'un de ses ouvrages majeurs est son Essai sur les maladies et les lésions organiques du cœur et des gros vaisseaux, paru en 1806. En 1808, il traduit le livre de Leopold Auenbrugger sur la percussion.
Il est le propriétaire de château des Tournelles à La Garenne-Colombes de 1806 au 24 avril 1820.
Il meurt en 1821 à Paris après plusieurs attaques cérébrales, quelques mois seulement après la mort de Napoléon à Sainte-Hélène. Napoléon avait dit de lui : « C'est un honnête et habile homme. »
Il est enterré au cimetière d'Athis-Mons,. Deux de ses descendants reposent dans le même caveau : Lucien, baron Corvisart, médecin de Napoléon III; Scipion, général, qui prit part à la bataille de Verdun en 1917. La tombe de Jean-Nicolas Corvisart provient de l'ancienne ferme du château d'Athis dont il était devenu propriétaire en 1812 ; son neveu et héritier vendant l'exploitation, ses restes ont été exhumés et transférés dans le cimetière de la commune en 1824.
Une rue (depuis 1867), un lycée, une station de métro de Paris et un complexe hospitalier à Charleville-Mézières, fermé en 2011, portent son nom.

## Œuvres et publications
- Essai sur les maladies et les lésions organiques du cœur et des gros vaisseaux, extrait des leçons cliniques, imp. de Migneret (Paris), 1806, Texte intégral
- Essai sur les maladies et les lésions organiques du cœur et des gros vaisseaux, imp. de Mame, 1811, Lire en ligne
- Essai sur les maladies et les lésions organiques du cœur et des gros vaisseaux [suivi de Nouvelle méthode pour reconnaitre les maladies internes de la poitrine par Avenbrugger, suivi de Recherches sur la phthisie pulmonaire par Bayle], A. Delahays (Paris), 1855, Texte intégral , lire en ligne sur Gallica

## Armoiries
| Figure | Blasonnement |
|        | Armes de baron de l'Empire : Écartelé : au I, d'or au cœur de gueules ; au II, du quartier des Barons tirés des Corps Savants ; au III, de gueules au lion d'argent ; au, IV d'argent au serpent de sinople enlaçant une cotice alésée de sable (bâton d'Esculape) en pal. |

## Distinction
- Officier de la Légion d'honneur[8].